# Juan Palma Micolta
Juan Sebastián Palma Micolta (Puerto Carreño, Colombia; 18 de julio de 1999) es un futbolista colombiano. Juega de defensa y su equipo actual es el Charleston Battery de la USL Championship estadounidense.

## Trayectoria
Palma fichó en el Charleston Battery de la USL Championship estadounidense el 27 de diciembre de 2022.

## Selección nacional
Disputó la Copa Mundial de Fútbol Sub-20 de 2019 con la selección sub-20 de Colombia.

## Estadísticas
Actualizado al último partido disputado el 28 de mayo de 2023.
| Club                              | Div.          | Temporada     | Liga  | Liga  | Copas nacionales | Copas nacionales | Copas internacionales | Copas internacionales | Total | Total |
| Club                              | Div.          | Temporada     | Part. | Goles | Part.            | Goles            | Part.                 | Goles                 | Part. | Goles |
| --------------------------------- | ------------- | ------------- | ----- | ----- | ---------------- | ---------------- | --------------------- | --------------------- | ----- | ----- |
| Once Caldas · Colombia            | 1.ª           | 2018          | 5     | 0     | 0                | 0                | —                     | —                     | 5     | 0     |
| Once Caldas · Colombia            | 1.ª           | 2019          | 1     | 0     | 0                | 0                | 0                     | 0                     | 1     | 0     |
| Once Caldas · Colombia            | 1.ª           | 2020          | 0     | 0     | 0                | 0                | —                     | —                     | 0     | 0     |
| Once Caldas · Colombia            | 1.ª           | 2021          | 12    | 0     | 1                | 0                | —                     | —                     | 13    | 0     |
| Once Caldas · Colombia            | 1.ª           | 2022          | 4     | 0     | 1                | 0                | —                     | —                     | 5     | 0     |
| Once Caldas · Colombia            | Total club    | Total club    | 22    | 0     | 2                | 0                | 0                     | 0                     | 24    | 0     |
| Charleston Battery Estados Unidos | 2.ª           | 2023          | 3     | 0     | 3                | 0                | —                     | —                     | 6     | 0     |
| Charleston Battery Estados Unidos | Total club    | Total club    | 3     | 0     | 3                | 0                | 0                     | 0                     | 6     | 0     |
| Total carrera                     | Total carrera | Total carrera | 25    | 0     | 5                | 0                | 0                     | 0                     | 30    | 0     |